# 과우회
과우회는 회원상호간의 친목을 도모하고 상부하며 회원간의 유기적인 단합으로 과학기술의 창달에 기여함을 목적으로 1985년 4월 6일 설립허가된 사단법인이다. 사무실은 135-703 서울특별시 강남구 역삼동 635-4 한국과학기술회관 신관 1006호에 있다.